# Вадонґ (Вармінсько-Мазурське воєводство)
Вадонґ (пол. Wadąg, нім. Wadang) — село в Польщі, у гміні Дивіти Ольштинського повіту Вармінсько-Мазурського воєводства.
Населення — 318 осіб (2011).

## Демографія
Демографічна структура станом на 31 березня 2011 року:
|          | Загалом | Допрацездатний вік | Працездатний вік | Постпрацездатний вік |
| -------- | ------- | ------------------ | ---------------- | -------------------- |
| Чоловіки | 161     | 30                 | 119              | 12                   |
| Жінки    | 157     | 25                 | 111              | 21                   |
| Разом    | 318     | 55                 | 230              | 33                   |